# Stephen Leacock
Stephen Butler Leacock (Swanmore, Hampshire, 30 de dezembro de 1869 — Toronto, 28 de março de 1944) foi um escritor e economista anglo-canadense.